# 花鳥画 (日本)
花鳥画（かちょうが）とは、日本の絵画における画題のひとつ。花や鳥を主体に描いたもの。
| 「四季花鳥図屏風」 白鶴美術館蔵。ほんらい大和絵の手法であった金箔貼付け（金碧障壁画）で鳳凰や孔雀、四季の花々を描いた六曲一双の屏風。狩野永徳の作と伝わる。 |  | 「四季花鳥図屏風」 白鶴美術館蔵。ほんらい大和絵の手法であった金箔貼付け（金碧障壁画）で鳳凰や孔雀、四季の花々を描いた六曲一双の屏風。狩野永徳の作と伝わる。 |
| 「四季花鳥図屏風」 白鶴美術館蔵。ほんらい大和絵の手法であった金箔貼付け（金碧障壁画）で鳳凰や孔雀、四季の花々を描いた六曲一双の屏風。狩野永徳の作と伝わる。 |  | |

## 概説
花鳥画は花の咲いた草木に鳥を描いたものである。ただし松に鷹や鶴を描いたもの、また花に虫、「猫に牡丹」といった取り合わせも花鳥画に含まれる。これは山水画と同じく、中国大陸においては唐の時代から存在した画題であるが、日本における花鳥画は単なる中国絵画の模倣ではなく、大和絵の手法も取り入れた障壁画として描かれている。
中世以前の日本では「花鳥画」はまだ独立した画題として扱われていなかった。鎌倉時代になると家屋に障壁画として、「唐絵」（中国絵画）の画風で制作された墨絵の山水画が用いられるようになり、そのなかで「唐絵」の花鳥画も描かれていたとみられる。やがて室町時代の末頃から「唐絵」に「大和絵」の画風を交えた絵が花鳥画も含めて描かれるようになり、この様式はのちの時代の狩野派をはじめとする諸派に伝わった。しかし江戸時代中期に清国より画人沈南蘋が日本を訪れその画法が伝わると、南蘋画風の花鳥画が多く描かれるようになった。いっぽう浮世絵においても花鳥画が取り上げられたが、それらの多くは俳諧や狂歌などといった当時の文芸と結びついている。

## 「唐絵」としての花鳥画

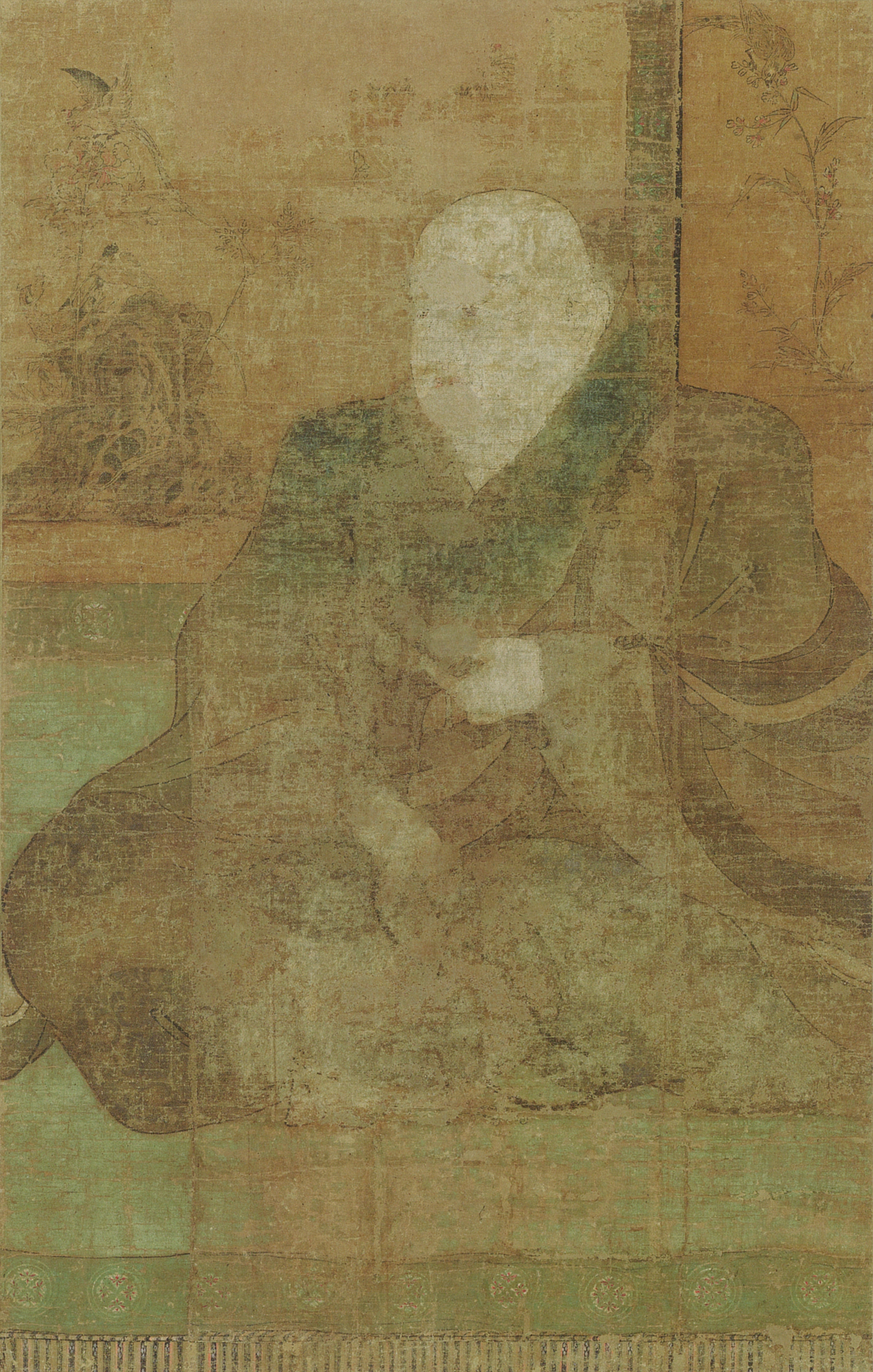
「後白河天皇像」　妙法院蔵。画面の痛みがはげしいが、よくみると像の後ろにある障子（襖）には、花鳥画が描かれているのがわかる。

日本では「花鳥」という言葉自体は古くから知られており、『万葉集』巻第十五には中臣宅守の詠んだ和歌に「花鳥に寄せ思ひを陳べて作る」という注があり、また『古今和歌集』の真名序（漢文の序）にも和歌について、「好色の家、これを以ちて花鳥の使ひとなし」という記述がある。この「花鳥の使ひ」とは唐の玄宗皇帝と楊貴妃の故事から「恋の仲立ちをするもの」という意味である。「花鳥画」という言葉の有無にかかわらず、「花や鳥をあらわしたもの」という例であれば、奈良正倉院所蔵の工芸品や平安時代の仏画等にまで遡る。しかし中世以前の日本では、「花鳥」が独立した画題としてまだ扱われていなかった。
現在京都妙法院に所蔵される「後白河法皇像」は鎌倉時代の作とされているが、像の後ろには引き違い形式と見られる花鳥画を描いた障子（襖）があり、よく見ると画像左側の障子には岩に添うように生えている花に小鳥がとまって花をついばみ、右側の障子にも花をついばむ小鳥が描かれている。この「後白河法皇像」に描かれた花鳥画は宋時代の画風とも、また唐時代の画風であるともいわれている。
鎌倉期以降の絵巻物などをみると屋内に墨絵の山水画が描かれた障子（襖）があり、これによって当時すでに墨絵の山水画が障壁画の画題として成立し制作されていたと指摘されている。それらは当時の宋や元時代の画風に倣うもので、「大和絵」に対する「唐絵」（からえ）という範疇で扱われ制作されていた。花鳥画についても「後白河法皇像」の例で見るように、これも鎌倉期にすでに障子に描かれた「唐絵」の花鳥画があったとみられる。
室町幕府の同朋衆のひとりであった能阿弥は墨絵の花鳥画屏風を残しており、それは応仁3年（1469年）3月に浄土真宗の僧侶に贈った四曲一双の屏風である。花鳥画の障壁画として現存する作例としては最古のものであるが、その画風は中国の画人牧谿のものに倣った「唐絵」である。

## 和漢の融合
室町時代は、「唐物」と称される中国大陸よりもたらされた絵画が珍重された。しかし一方では従来からの「和」の文化もないがしろにされていたわけではなく、土佐派の絵師たちなどが源氏絵や名所絵などの大和絵を制作している。足利義政の邸宅であった東山殿には、「会所」と呼ばれる客殿に嵯峨や近江などの名所絵の障壁画を描かせ、そこに「唐絵」を飾ったという。
| 「花鳥図」（部分） 狩野永徳筆。京都聚光院方丈の襖絵の一部。 |  | 「花鳥図」（部分） 狩野永徳筆。京都聚光院方丈の襖絵の一部。 |
| 「花鳥図」（部分） 狩野永徳筆。京都聚光院方丈の襖絵の一部。 |  |                                                             |

この時期には「大和絵」の金碧障壁画として花鳥画が描かれており、それらのなかには「松」に「鶴」、または「松竹」に「鶴」という画題の屏風があったという記録がある。画面に金箔を貼付けて背景とする金碧障壁画は、ほんらい大和絵から起こった技法であった。この「松」に「鶴」という取合わせはのちの日本絵画に受け継がれている。雪舟も花鳥画を多く描いていたことが記録の上で知られるが、現在雪舟筆と伝わる幾つかの屏風にも「松」と「鶴」がある。絵の中に丹頂鶴、松の木、岩を大きく描き、大小の鳥や四季の花々を配するなど、その構図や画風は牧谿に倣った花鳥画とは相違したものである。
室町時代も末になると「唐絵」に「大和絵」の画風を交えて描くことが行われるようになった。そのなかには花鳥画もあり、それは金碧障壁画として、また春夏秋冬の花々と鳥たちをひとつの画面に右から左へと並べた「四季花鳥図」の屏風や襖絵が描かれるようになった。狩野派の祖狩野正信のせがれ狩野元信はこうした和漢融合の画風で花鳥画を制作していた絵師のひとりであり、元信以降の狩野派や土佐派、また江戸時代の琳派の絵師たちなどもこの流れを受けた花鳥画を描いている。

## 鳥類の写生
狩野派は江戸幕府の御用絵師となり、世襲によってその画技を伝えた。また多くの門弟も抱え、それら門弟たちの多くも大名家お抱えの絵師となっている。その画技の伝授と習得、そして制作には「粉本」を使った。つまりは写生をせずに師匠である狩野家で用意した絵の手本を模写し、その図様を利用することによってであった。この「粉本」を使って絵を制作したことは狩野派における悪習として非難されることが多い。しかし狩野派は、一切写生をしなかったわけではない。
徳川将軍ならびに各大名家は、武家の行事のひとつとして鷹狩りを行った。鷹狩りの獲物は鴨や鶴などの鳥類であったが、やがて狩りの獲物としてだけではなく、鳥類全体が鑑賞や愛玩の対象とする事が広まり、「鳥屋」という鳥を専門に扱う業者もあらわれるなど、江戸時代は一種の鳥ブームともいうべきものがあった。この鷹狩りの様子や鳥の姿を絵に残して記録するのも狩野派の絵師たちの役目であった。それらは実際の鳥類の姿を写生して描かれたが、この狩野家で制作した鳥類の写生図巻を、さらに弟子たちが模写し「粉本」のひとつとした。そしてこの写生と模写で培われた鳥類の描写は「本画」、すなわち公に用いられる絵に生かされたのである。

## 沈南蘋の影響

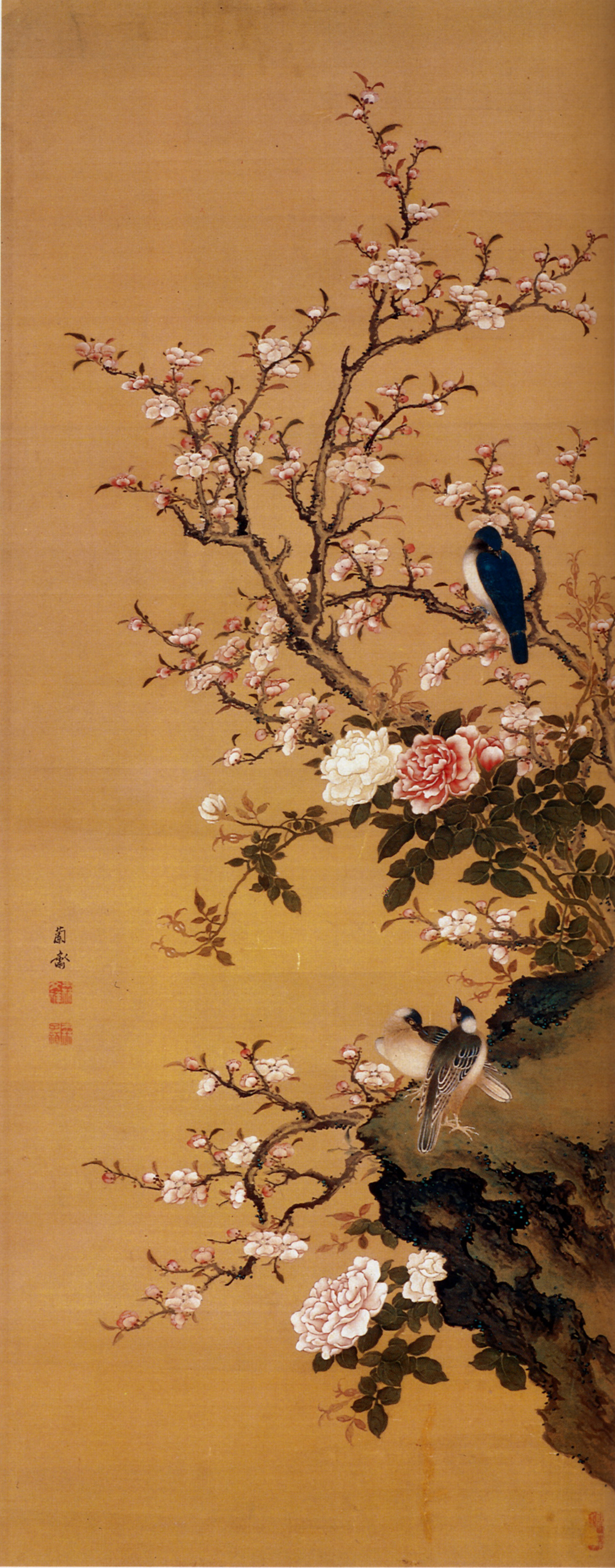
「花鳥図」　森蘭斎筆。神戸市立博物館蔵。

第八代徳川将軍の徳川吉宗は、絵画を好む人物でもあった。吉宗はお抱えの狩野派の絵師から絵を習っていたがそれに飽き足らず、中国絵画を長崎経由で求めた。しかしその望みは叶わず、結局その代りとして日本に来たのが画人の沈南蘋であった。享保16年（1731年）12月のことである。南蘋は享保18年の9月まで長崎に滞在したが、そのあいだ南蘋は通事の神代繍江（熊斐）ひとりだけを日本人の弟子として認め、これに絵を教えた。
南蘋は、それまでの狩野派の花鳥画について批判的だったようである。熊斐の弟子森蘭斎の伝えるところによれば、狩野元信の花鳥画を見て「少年ノ時画ク所ナラン」、つまり子供が描いたような絵だと評しており、狩野探幽についても「老筆材気余リ有テ執心タラズ」、器用に描いているように見えるが下手な絵描きだと述べている（いずれも蘭斎の著『蘭斎画譜』より）。南蘋の画風は明代の「勾花点葉体」という画法にもとづき写実を追求したものであった。熊斐はその後多くの弟子を持ち南蘋の画風を伝えた。それまでの狩野派などとは違ったその画風は人々のあいだで持てはやされ、谷文晁や渡辺崋山、司馬江漢などが南蘋の画風を学び、また琳派でありながら谷文晁と親交のあった酒井抱一も南蘋画風の影響を受けたという。南蘋画風の花鳥画は盛んに描かれ明治に至った。

## 浮世絵における花鳥画

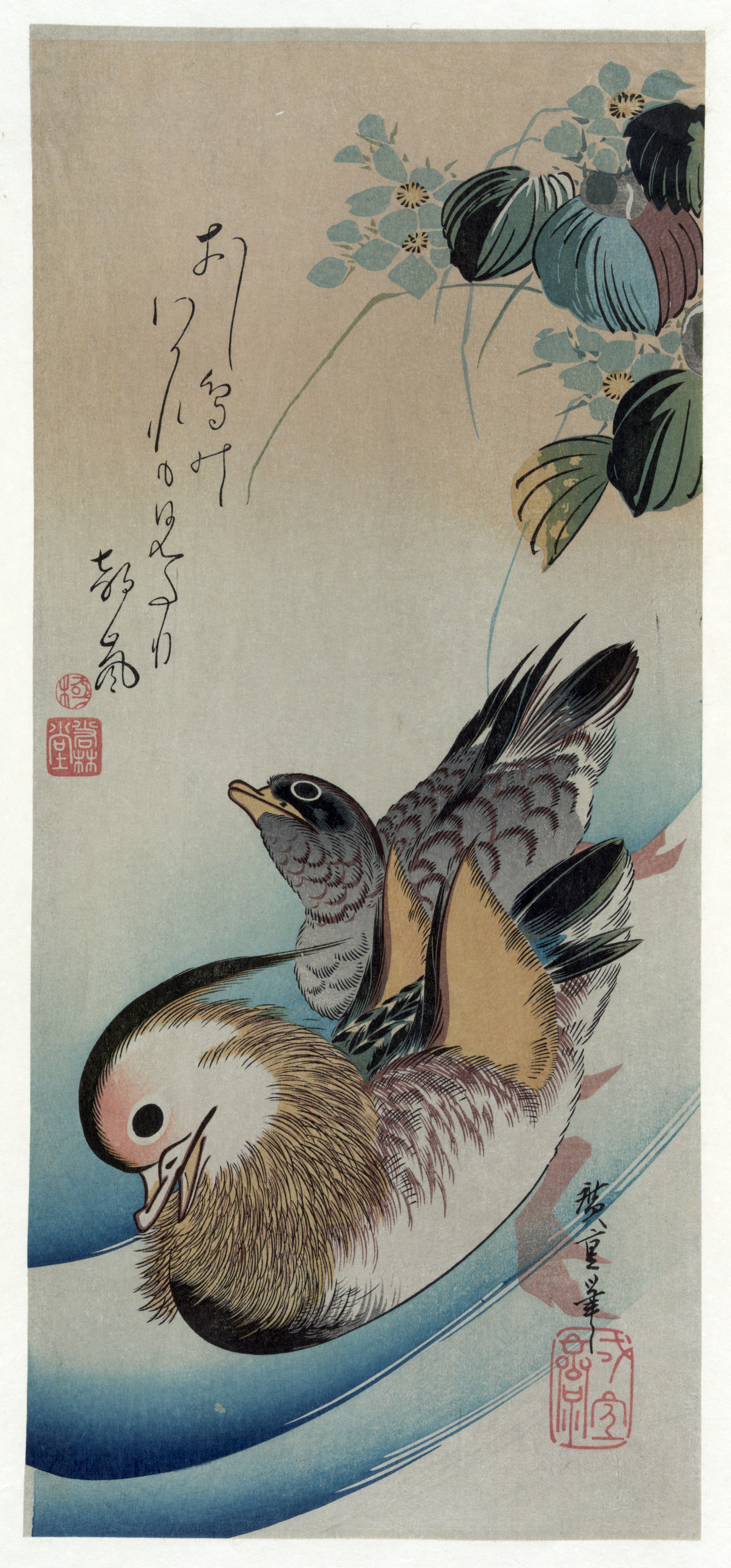
「鴛鴦に水葵」　画面の上に「おし鳥の　わかれも見たり　朝嵐」の句を添える。歌川広重画。

市井や遊里の風俗などを多く描いた浮世絵にも、早くから花鳥の版画があった。初期のころには狩野派が描いてきた松の木にとまる鷹や、和歌の趣意を絵にしたものなどが製作されているが、ほかに西村重長による「上見ぬ鷲」などといった成句を絵にあらわしたものもあり、鳥居清倍や礒田湖龍斎、鈴木春信などが手がけている。
やがて浮世絵における花鳥画は当時の俳諧や狂歌といった文芸と結びつき、俳書（俳諧の句集や解説書）や狂歌集の挿絵に花鳥画が入れられるようになった。絵入りの俳書の例として谷素外編・北尾重政画の『誹諧名知折』（はいかいなのしおり : 宝永10年〈1781年〉刊）、狂歌集として喜多川歌麿画の『画本虫撰』（えほんむしえらみ : 天明8年〈1788年〉刊）や『百千鳥』（ももちどり : 寛政2年〈1790年〉刊）がある。
そうした俳諧との結びつきから、詩歌を記した花鳥画の「歳旦」の摺物が作られるようになる。「歳旦」すなわち正月の贈答品として、俳諧師のあいだで配られた版画であったが、この本来限定品であった摺物から、詩歌を添えた花鳥画の一枚絵が描かれるようになった。この一枚絵の花鳥画を多く手がけたのが初代歌川広重で、広重は生涯に1000点近い花鳥版画を手がけたといわれる。明治になると殆どの浮世絵師が世俗の事象を画題にすることに追われたが、小林清親のみが洋画の影響を受けた花鳥画を残している。